# Philip Graves (Journalist)
Major Philip Perceval Graves (* 25. Februar 1876 in Ballylickey Manor, County Cork, Irland; † 3. Juni 1953 ebenda) war ein britischer Journalist und Autor anglo-irischer Herkunft. Er war langjähriger Auslandskorrespondent der Londoner Times, unter anderem in Konstantinopel, und entlarvte die „Protokolle der Weisen von Zion“ als (antisemitische) Fälschungen.

## Leben
Graves studierte in Haileybury und Oxford und wurde Journalist und Autor. Die Graves sind eine prominente anglo-irische Familie, die zahlreiche bedeutende Persönlichkeiten des öffentlichen Lebens hervorgebracht hat, unter anderem den auch in Deutschland bekannten Schriftsteller Robert Graves, der ein jüngerer Halbbruder von Philip Graves war. Die Stiefmutter von Philip und Mutter von Robert war eine Deutsche, eine Großnichte des berühmten Berliner Historikers Leopold von Ranke.

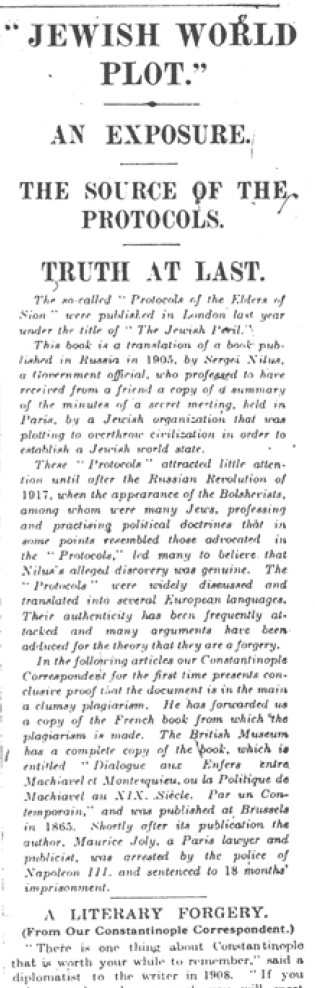
The Times, 16. August 1921

Philip Graves war der Korrespondent der Times in Konstantinopel von 1908 bis 1914. In dieser Zeit lieferte er sich erbitterte Pressefehden mit den Redakteuren der lokalen deutschsprachigen Zeitung Osmanischer Lloyd. 1914 musste Graves wie alle Briten Konstantinopel verlassen. Er diente von 1915 bis 1919 auf dem Nahost-Kriegsschauplatz in der britischen Armee und kehrte dann bis zu seiner Pensionierung 1946 zur Times zurück. Unmittelbar nach dem Ersten Weltkrieg entlarvte er in einer Reihe von Artikeln in der Times die „Protokolle der Weisen von Zion“ als antisemitische Fälschungen. Ab 1919, auf dem Höhepunkt des irischen Freiheitskampfes, berichtete Graves als Times-Korrespondent aus seiner Heimat. Er kannte zahlreiche prominente nationalistische Führer wie Michael Collins und William Thomas Cosgrave und berichtete über alle Schlüsselmomente dieser kritischen Periode der irischen Geschichte. Danach war er für die Times als Auslandskorrespondent in Indien, der Levante und auf dem Balkan tätig und kehrte schließlich zur Londoner Redaktion zurück. Sein monumentalstes Werk war eine 21-bändige Geschichte des Zweiten Weltkriegs, die er Band für Band noch während des Krieges anfertigte. Er erhielt zahlreiche internationale Auszeichnungen, unter anderem war er französischer Ritter der Ehrenlegion und erhielt den italienischen Kronorden.
Auf sein Buch über Palästina „The Land of Three Faiths“ folgten zahlreiche andere Werke, unter anderem die von ihm herausgegebenen Lebenserinnerungen König Abdallahs von Transjordanien im Jahr 1950 sowie mehrere (natur-)wissenschaftliche und historische Veröffentlichungen.
Bei seinen zahlreichen Reisen entwickelte Philip Graves ein reges Interesse in Entomologie, speziell in Bezug auf Lepidoptera. Er sammelte Schmetterlinge im Nahen Osten, in Palästina, auf Zypern, in Ägypten und auch in England. Er veröffentlichte wissenschaftliche Beiträge in entomologischen Fachzeitschriften. Daneben interessierte er sich für keltische Altertümer und für die Fischerei. Er war Mitglied der Royal Irish Academy.
Nach seiner Pensionierung zog Graves sich auf seinen Landsitz in Irland zurück und widmete sich hauptsächlich seinen zoologischen Hobbys. Ein Bruder von Philip Graves, Richard Graves, diente ab 1903 als britischer Kolonialbeamter im Nahen Osten und war der letzte britische Bürgermeister von Jerusalem.

## Werke (Auswahl)
- Briton and Turk. London, Hutchinson Publishers, 1941
- Palestine, the Land of Three Faiths. Jonathan Cape, 1923, online im Internet Archive
- The question of the straits. Ernest Benn Publishers, 1931
- Memoirs of King Abdallah of Transjordan (edited by P. Graves, translated from the Arabic by G. Khuri), London, Jonathan Cape, 1950